# 27-ма гвардійська мотострілецька дивізія (СРСР)
27-ма гвардійська мотострілецька Омсько-Новобузька Червонопрапорна ордена Богдана Хмельницького дивізія (27 гв. МСД, в/ч 35100) — з'єднання Радянської армії чисельністю у дивізію, що існувало у 1957—1992 роках. Дивізія входила до складу Групи радянських військ у Німеччині (ГРВН), дислокованої у Німецькій Демократичній Республіці.
У 1992 році, під час розпаду СРСР, виведена зі Східної Німеччини до Самарської області.

## Історія
У 1957 році з 21-ї гвардійської механізованої дивізії у м. Галле, Східна Німеччина, була створена 21-ша гвардійська мотострілецька дивізія.
У 1964 році перейменована на 27-му гвардійську мотострілецьку дивізію.
У 1992 році, під час розпаду СРСР, виведена зі Східної Німеччини до Російської РСФСР до м. Тоцьке і м. Самара.